# Кагазежев, Роман Валерьевич
Рома́н Вале́рьевич Кагазе́жев (род. 31 марта 1980, Великие Луки, Псковская область, СССР) — российский футболист, полузащитник, нападающий.

## Карьера
В 6 лет вместе с семьёй переехал в Псков, где стал заниматься в местной спортшколе ДЮСШ-4. С 1997 по 1998 год выступал за великолукскую «Энергию», в 56 матчах забил 13 голов. С 1999 по 2000 год находился в составе московского «Динамо», за которое дебютировал в Высшей лиге России в 1999 году, однако дебютная игра оказалась для него единственной в основном составе. Помимо этого, сыграл 27 встреч и забил 4 мяча за динамовский дубль.
В 2001 году перешёл в «Кубань», в которой тоже не закрепился, сыграл лишь 3 матча, после чего отправился в тульский «Арсенал», где и завершил сезон, проведя 14 встреч и забив 1 гол в первенстве, и ещё 1 матч сыграв в Кубке России.
С 2002 по 2003 год выступал за «Химки», в 32 играх первенства забил 3 мяча, и ещё провёл 4 матча в Кубке, отметившись 1 голом. Сезон 2004 года провёл в казахстанском «Востоке», в 21 игре отметился 8 мячами.
В 2005 году переехал в Латвию, где сыграл 3 встречи за «Вентспилс» и стал в его составе бронзовым призёром чемпионата и обладателем Кубка Латвии. В 2006 году вернулся в Россию, где пополнил ряды «Балтики», за которую сыграл 18 матчей и забил 2 гола в первенстве, и ещё провёл 1 игру и забил 1 мяч в Кубке.
Сезон 2007 года начал «Смоленске», сыграл 9 матчей в первенстве и 2 встречи в Кубке России, в которых забил 1 гол, после чего отправился в серпуховскую «Звезду», где и доиграл сезон, проведя 12 матчей и забив 1 мяч.
В 2008 году выступал в Белоруссии за «Витебск», сыграл 13 встреч, по окончании сезона покинул клуб.

## Достижения
- Обладатель Кубка Латвии: 2005
- Бронзовый призёр чемпионата Латвии: 2005